# Leon Kowalski (malarz)

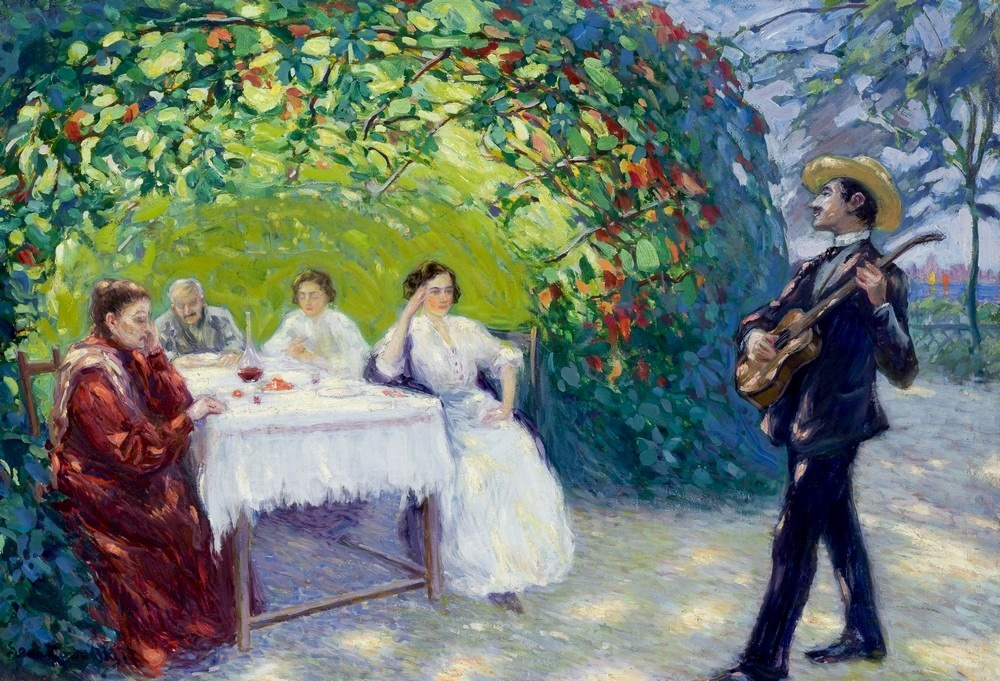
Serenada z około 1903-07 roku. Muzeum Narodowe w Krakowie

Leon Kowalski (ur. 11 kwietnia 1870 w Kijowie, zm. 17 listopada 1937 w Krakowie) – polski malarz i grafik.

## Życiorys
Był synem Mariana, powstańca z 1863 i Domiceli z Szutkowskich. Nauki rysunku i malarstwa rozpoczął w Kijowskiej Szkole Malarskiej Mikołaja Iwanowicza Muraszki, gdzie uczył się m.in. u Michaiła Wrubla. W latach 1889–1895 studiował w krakowskiej Szkole Sztuk Pięknych, gdzie nauczycielami jego byli W. Łuszczkiewicz, F.Cynk, J. Unierzyski, I. Jabłoński, L. Löfler, A Daun, J Łepkowski, K. Górski.
Studia pejzażowe jakie Kowalski przywiózł z wakacji zwróciły uwagę ówczesnego dyrektora szkoły, Jana Matejki, który uznał go za wyjątkowego studenta na tyle, by przyznać mu prywatne stypendium. Wypłacane one było do roku 1893, czyli śmierci Matejki.
Ukończywszy studia ze srebrnym medalem uzyskał Kowalski cesarską dotację na studia zagraniczne, po czym przez rok kształcił się w pracowni Karla Rauppa w Monachium. Następnie wyjechał do Paryża, gdzie uczył się u Jeana Paula Laurensa, Beniamina Constanta i Augusta Girardota. Podróżował po Francji, Włoszech i Niemczech, następnie wrócił do Krakowa z zamiarem przedłużenia stypendium, jednak nowy dyrektor szkoły, Julian Fałat, skierował go na kilkumiesięczny staż w pracowni Leona Wyczółkowskiego. Potem Kowalski wrócił do Paryża.
Ponownie przyjechał do Krakowa w 1905 roku z żoną, Marią z Kubickich-Piotruch. Odtąd brał czynny udział w polskim życiu artystycznym, m.in. był jednym z założycieli "Grupy Zero" w 1908 a w 1911 jednym z założycieli i pierwszym prezesem Związku Artystów Plastyków, organizatorem wystaw. Lata I wojny światowej spędził w Kijowie tworząc m.in. "Polską Szkołę Sztuk Pięknych". Po roku 1920 wrócił do Krakowa i ponownie wybrany został prezesem Związku Artystów Plastyków a w 1929 roku prezesem Towarzystwa Artystów Grafików. Uczestniczył w licznych wystawach – tak w kraju, jak i za granicą.
Malował olejno, akwarelą i pastelem, tworząc pejzaże, widoki miejskie, studia kwiatów a także portrety, sceny rodzajowe i religijne. Pozostawił około dwustu obrazów. Jako grafik uprawiał drzeworyt, litografię, miękki werniks oraz akwafortę i suchą igłę. Do najwyżej ocenianych grafik należy album z litografiami "Malowniczy Kraków".
W roku 1937 wydał tomik wspomnień "Pendzlem i piórem", pisywał też artykuły, m.in. do „Głosu Plastyków”.
Pochowany został na cmentarzu Rakowickim w Krakowie, w kwaterze XXVIIIb.